# Le Schtroumpf financier
Le Schtroumpf financier est le seizième album, et la quarante-et-unième histoire, de la série de bande dessinée Les Schtroumpfs réalisé par Peyo et ses assistants. Publié en 1992 aux éditions Le Lombard, l'album est scénarisé par Peyo et Thierry Culliford et illustré par Peyo, Alain Maury et Luc Parthoens.

## Résumé
Au pays des Schtroumpfs, l'argent n'existe pas et les biens de consommation courante sont « gratuits ». Un jour, le Grand Schtroumpf fait une expérience qui tourne mal. Un Schtroumpf est envoyé pour demander un remède à l'enchanteur Homnibus afin de soigner le Grand Schtroumpf. Il manque un ingrédient à Homnibus pour le remède, qui demande donc à Olivier de se rendre chez l'apothicaire, au bourg. C'est à cette occasion que le Schtroumpf accompagnant Olivier découvre l'usage de l'argent.
Rentrant au village, ce Schtroumpf, qui sera appelé par la suite Schtroumpf financier, décide de prendre exemple sur les humains et d'introduire chez les Schtroumpfs le système monétaire (malgré l'opposition du Schtroumpf à lunettes). L'apparition de la monnaie ne tarde pas à provoquer de nombreux bouleversements dans la vie jusque-là tranquille des petits lutins bleus. Ainsi, certains Schtroumpfs s'appauvrissent (le Schtroumpf Paresseux par exemple), d'autres s'enrichissent (le Schtroumpf Boulanger, le Schtroumpf Cuisinier et le Schtroumpf Paysan). Un jour, alors que ce dernier tente de cacher son argent en forêt, il aperçoit Gargamel et prend la fuite en finalement confiant l'argent au Schtroumpf Financier. Mais dans sa fuite, une pièce d'or s'échappe et est récupérée par Gargamel qui voit une occasion pour attraper les Schtroumpfs. En attendant, le Schtroumpf Paysan part rechercher sa pièce, mais le pont qu'il traverse s'effondre. Le Schtroumpf Financier et le Schtroumpf Bricoleur s'organisent pour financer sa reconstruction avec instauration d'un péage.
Une fois le pont reconstruit, le Schtroumpf Paysan repart chercher sa pièce, mais tombe dans le piège de Gargamel qui envoie une demande de rançon au village qui doit confier tout l'or. Le Grand Schtroumpf, encore convalescent, sent le piège (avec raison) et se rend avec les Schtroumpfs dans la forêt modifier le piège posé par Gargamel afin qu'il se retourne contre ce dernier lors du jour de l'échange. Le lendemain, jour de l'échange, Gargamel tombe dans son propre piège, mais le Schtroumpf Paysan est toujours chez le sorcier, aux griffes du chat Azrael. Les Schtroumpfs le délivrent à temps et rentrent au village.
Si la menace Gargamel est neutralisée, la situation au village ne s'arrange pas à cause de nombreux soucis financiers entre les Schtroumpfs. Ces derniers décident à l'unanimité de quitter le village en laissant l'argent au Schtroumpf Financier, désormais seul habitant du village. Mais ce dernier, se sentant seul, décide de rattraper les autres dans la forêt en leur disant que tout redevienne comme avant la création de la monnaie.
À la fin de l'histoire, la morale est dite par le Grand Schtroumpf au Schtroumpf financier : « L'argent a été schtroumpfé PAR les humains POUR les humains, et ce qui est bien pour eux n'est pas toujours bon pour nous, les Schtroumpfs ! »

## Dérives
Au fur et à mesure que l'histoire évolue, ce qui semblait être une expérience amusante et plaisante commence à devenir problématique pour les Schtroumpfs, qui continuent cependant à faire confiance au système que propose le Schtroumpf financier. Parmi ces dérives :
- Le Schtroumpf paresseux n'a plus d'argent. Il contracte auprès du Schtroumpf financier un emprunt de 10 pièces d'or, à un taux de 10 %. La durée du prêt n'étant pas précisée, il doit rendre à terme 11 pièces d'or et se voit contraint de chercher un travail, chose qu'il n'a jamais faite avant ;
- La Schtroumpfette, s'occupant du bébé Schtroumpf et du Grand Schtroumpf malade, est débordée et se rend compte que tout ce travail domestique ne lui sera jamais payé en monnaie, situation qui l'exclut de fait du système économique monétaire (p. 24 : « Schtroumpfer des soins au Grand Schtroumpf, me schtroumpfer du Bébé, les lessives, le ménage… Qui va me payer pour tout ça ? ») ;
- Alors que le pont est détruit, le Schtroumpf bricoleur doit acheter des planches pour le réparer – service auparavant gratuit –, ce qui déclenche un processus d'offres parmi ses fournisseurs ;
- Le Schtroumpf paysan, qui fournit indirectement en nourriture tous les Schtroumpfs, devient l'un des Schtroumpfs les plus riches du village ;
- Certains Schtroumpfs deviennent obsédés par l'argent, au point d'en perdre le sommeil (le Schtroumpf paresseux, à la quatrième case de la planche 40 ; un Schtroumpf non identifié, à la première case de la planche 41).

## Personnages
- Le futur Schtroumpf financier décide d'introduire chez les Schtroumpfs le système monétaire, simplement parce qu'il est convaincu qu'il s'agit d'une « bonne chose »[1]. Lorsqu'il donne, en l'absence du Grand Schtroumpf, une conférence destinée à exposer son projet aux autres Schtroumpfs et à la Schtroumpfette, il ne propose aucun argument pour justifier ce projet ou le rendre désirable. Ayant grossièrement décrit le rôle que joue la monnaie dans une société organisée, il se contente, pour emporter l'adhésion des Schtroumpfs, de leur montrer les pièces d'or qu'il a fabriquées à l'avance et de présenter leur introduction au sein du village comme une « surprise », c'est-à-dire comme un événement agréable auquel personne ne songerait à faire mauvais accueil[2]. Les autres Schtroumpfs acceptent son innovation de bonne grâce, parce que « ça a l'air schtroumpfant »[3], comme le dit l'un d'eux dans la case 8 de la planche 16. À partir de ce moment, notre innovateur est baptisé Schtroumpf financier[4], sans que le lecteur sache comment les Schtroumpfs venus écouter la conférence ont pu avoir l'idée d'utiliser cet adjectif.
- Contrairement à ce que le lecteur observe par exemple dans Le Schtroumpfissime, le Schtroumpf à lunettes n’est pas très présent dans l’épisode du Schtroumpf financier. À l’issue de la conférence du Financier, il s’oppose à l’introduction de l’argent, en invoquant, comme il le fait toujours, l’autorité de Grand Schtroumpf (planche 16 : « On ne peut rien schtroumpfer sans l’avis du Grand Schtroumpf ! »). Puis il disparaît de l’histoire[5]. Les auteurs n’indiquent pas s’il parvient à monnayer ses talents de moralisateur ou si, à l’instar du Paresseux, du Musicien ou du Poète, il tombe dans la misère. Il y avait là, pourtant, matière à de nombreux gags. Le personnage ne ressurgit qu'à la planche 36 : tandis que le Grand Schtroumpf et les autres Schtroumpfs s’élancent vers l’antre de Gargamel pour délivrer le Schtroumpf paysan qui s'y trouve séquestré, le Schtroumpf à lunettes tourne craintivement les talons et propose son aide au Financier pour rapporter au village l’or qui devait servir de rançon.
- Le Schtroumpf pâtissier est confondu avec le Schtroumpf boulanger à la planche 23, alors que ces deux personnages sont graphiquement différenciés par leur coiffe tout au long de l'album.

## Analyse

### Thème
Comme son titre l'indique, le sujet du dernier album supervisé par Peyo est l'argent. Peyo nous montre les différences sociales se creusant entre les Schtroumpfs (opposition entre actifs et inactifs, apparition de riches et de pauvres). L'album montre l'argent modifiant peu à peu le mode de vie des Schtroumpfs, et apportant le malheur un peu partout.

### Genèse
Peyo évoque plusieurs fois l’idée d’introduire l’argent chez les Schtroumpfs. En 1976 par exemple il répond à Bernard Pichon dans l’émission Musée des bulles sur la RTS : « J’ai l’idée d’un nouveau scénario qui sera une histoire basée sur l’argent. » Il se trouve que la dernière histoire longue que Peyo écrit date de cette époque (La Soupe aux Schtroumpfs).
En 1986, dans l‘édition intégrale que lui consacrent les éditions Rombaldi, pour introduire l’histoire Le trésor des Schtroumpf, brochure publicitaire réalisée en 1961 pour la Sogenal, qui traite déjà du sujet de l’argent, Thierry Groensteen précise que « Peyo a envie de réaliser un album mettant en scène le Schtroumpf Banquier et l’introduction de l’argent chez les Schtroumpfs ».
L'idée du Schtroumpf financier fut suggérée à Peyo par Daniel N. Sebban, alors qu'avec le romancier et homme d'affaires Paul-Loup Sulitzer, ils discutaient à la sortie d'une émission télévisée sur Canal+, le 22 mars 1988, où ils avaient été invités tous les trois par le présentateur et animateur Philippe Risoli. Daniel N. Sebban y avait présenté "Les Rois Verts", son album de BD justement préfacé par Paul-Loup Sulitzer, où ses personnages Apicitou et Bouldegom vivaient également une grande réussite financière.[réf. souhaitée]

### Évolution du langage
Les Schtroumpfs ont tendance à oublier qu'ils parlent schtroumpf. Venu rendre visite à Homnibus, le futur Schtroumpf financier s'exprime d'abord (planche 4) dans un langage où le mot schtroumpf et le verbe schtroumpfer surabondent, conformément à ce que nous avaient appris La Flûte à six schtroumpfs et Le Pays maudit, albums dans lesquels le Grand Schtroumpf était seul à se faire pleinement comprendre de Johan et de Pirlouit. En revanche, lorsqu'il accompagne Olivier pour faire une course au bourg le plus proche (planche 7), le même Schtroumpf se met à parler exactement comme les humains : « Oh ! Des noisettes ! Tu m'en achètes ? » Et : « Quoi ? Trois sous pour quelques noisettes !? Quel voleur ! » Dans Le Schtroumpf financier, l'incohérence cesse de se produire dès que l'intrigue nous a ramenés au village des Schtroumpfs. Mais de tels passages, où les auteurs oublient de faire parler en langue schtroumpf leurs personnages, surgiront fréquemment dans les albums réalisés après la mort de Peyo.
D'autre part, le registre de langue se relâche. Gargamel s'exclame (planche 26) : « Pff ! Foutue journée ! » Plus étonnant encore : lorsque le Schtroumpf paysan est tombé dans la rivière après la rupture du pont et qu'il revient au village, il s'écrie (planche 28) : « C'est ce foutu pont ! » Quant au Schtroumpf mineur, il répond au Financier (planche 12) : « De l'or ? Pfff… Cette saloperie ! » Dans chacune de ces phrases, la grossièreté aurait été astucieusement dissimulée, à l'époque des albums Dupuis, par l'emploi de symboles graphiques signifiant la colère ou par un simple recours à la base lexicale schtroumpf–.

## Autour de l'histoire
Lors d'un repas, en 1957, Peyo aurait demandé à Franquin de lui passer une salière, sans parvenir à se rappeler le nom de cet ustensile. Il l'aurait donc appelé un « schtroumpf » (« Passe-moi le… schtroumpf ! ») et toute la conversation se serait poursuivie à coups de schtroumpf et de schtroumpfer. On peut voir un clin d'œil à ce repas à la case 3 de la page 20.